# Oscar de la jeunesse
L’Oscar de la jeunesse (en anglais, Special Juvenile Academy Award) est un Oscar d'honneur, aujourd'hui disparu, qui récompensait la prestation cinématographique d'un jeune acteur.
Comme tous les Oscars d'honneur, il fut décerné de façon irrégulière de 1935 à 1961. Depuis 1962, les enfants-acteurs sont nommés dans les mêmes catégories que les adultes.
Le trophée en lui-même est une version miniature de la statuette qui récompense les catégories régulières.

## Palmarès
Note : l'année indiquée est celle de la cérémonie récompensant, le cas échéant, les prestations effectuées l'année précédente. Le libellé des dédicaces est indiqué entre guillemets.

### Années 1920-1930
- 1935 : Shirley Temple « en reconnaissance de sa remarquable contribution au divertissement cinématographique pour l'année 1934[1] »
- 1939 : Deanna Durbin et Mickey Rooney « pour leur contribution significative à porter à  l'écran l'esprit et la représentation de la jeunesse et pour avoir démontré en tant que jeunes acteurs un haut niveau de capacités et de talent[2] »

### Années 1940
- 1940 : Judy Garland « pour sa remarquable interprétation en tant que jeune actrice au cours de l'année passée[3] »
- 1945 : Margaret O'Brien « meilleur enfant actrice de 1944[4] »
- 1946 : Peggy Ann Garner « meilleur enfant actrice de 1945[5] »
- 1947 : Claude Jarman Jr. « meilleur enfant acteur de 1946[6] »
- 1949 : Ivan Jandl (en) « pour la meilleure interprétation juvénile de l'année 1948 dans le rôle de Karel Malik de Les Anges marqués[7] » - également Golden Globe de la jeunesse

### Années 1950
- 1950 : Bobby Driscoll « en tant que meilleur jeune acteur de l'année 1949[8] »
- 1955 : Jon Whiteley et Vincent Winter « pour leur remarquable interprétation juvénile dans Le Secret des deux orphelins [9] »

### Années 1960
- 1961 : Hayley Mills « pour Pollyanna, l'interprétation juvénile la plus remarquable de l'année 1960[10] »